# Brienne
Brienne (in passato in italiano Brienna) è un comune francese di 444 abitanti situato nel dipartimento della Saona e Loira nella regione della Borgogna-Franca Contea.

## Società

### Evoluzione demografica
Abitanti censiti